# Orde van de Kroon van Koning Zvonimir
De Orde van de Kroon van Koning Zvonimir was tijdens de Tweede Wereldoorlog een ridderorde in de Duits-Italiaanse satellietstaat Kroatië.
Dmitar Zvonimir, koning van Kroatië van 1075-1089, is een van de nationale helden van de Kroaten.
Voor zijn optreden tegen de partizanen kreeg de Duitse Wehrmacht-officier en latere Oostenrijkse president Dr. Kurt Waldheim in 1944 de Zvonimir Orde van de fascistische "Onafhankelijke Staat Kroatië". Kroatië was in de Tweede Wereldoorlog een door Dr. Ante Pavelić geregeerde fascistische satellietstaat van het Duitse Rijk. De Ustašabeweging vormde de regering en vervolgde minderheden. De regering was extreem wreed in het onderdrukken van de koningsgezinde en communistische partizanenbewegingen.
De orde ging met het fascisme ten onder. Het huidige Kroatië stichtte een Orde van Koning Dmitar Zvonimir.

## Klassen
- Grootkruis aan grootlint
- 1e Klasse met Ster
- 1e Klasse (halsdecoratie)
- 2e Klasse (steckkreuz)
- 3e Klasse (aan driehoekig lint)
- Medaille (aan driehoekig lint)

## Gedecoreerden
| - Carl Gustaf Mannerheim, (Grootkruis met Zwaarden) - Vladimir Laxa, (Grootkruis) - Otto Kumm, (1e Klasse met Kruis en Ster) - Helmuth von Pannwitz, (1e Klasse met Eikenkrans en Ster) - Odilo Globocnik, (1e Klasse met Kruis en Zwaarden) - Kurt Waldheim - Erich Raeder, (Grootkruis) | - Edmund Glaise-Horstenau, (Grootkruis) - Walter Kuntze, (Grootkruis) - Hans Baur, (1e Klasse met Zwaarden) - Joachim von Ribbentrop, (Grootkruis met Eikenloof) - Alexander von Dörnberg, (1e Klasse met Ster) - Miklós Horthy, (Grootkruis met Zwaarden) - Artur Phleps, (1e Klasse met Eikenloof en Ster) | - August Schmidhuber, (1e Klasse met Eikenloof) - Werner Lorenz, (1e Klasse met Zwaarden) - August Schmidhuber, (1e Klasse met Eikenkrans en de titel van Vitez (vergelijkbaar met ridder) - Walter Zimmermann, (2e Klasse) - Gustav Krukenberg, (1e Klasse met Eikenloof) - Edmund Veesenmayer, 1e Klasse met Eikenkrans en de titel van Vitez (vergelijkbaar met ridder) | - Kurt-Peter Müller, (1e Klasse Zwaarden) - Helmuth von Pannwitz, (1e Klasse met Eikenloof en Ster) |